# Dendropemon lepidotus
Dendropemon lepidotus är en tvåhjärtbladig växtart. Dendropemon lepidotus ingår i släktet Dendropemon och familjen Loranthaceae.

## Underarter
Arten delas in i följande underarter:
- D. l. cajalbanensis
- D. l. insularis
- D. l. lepidotus